# 臺灣石虎足球隊
臺灣石虎足球隊，前身為大同足球隊成立於1963年，是台灣歷史最悠久的一支業餘足球勁旅。起初是由大同公司一些足球的同好，在上班之餘組成球隊，並且參加比賽，更在日後逐漸發展成台灣少數的社會球隊，多年來贏得了無數個冠軍頭銜，與台電足球隊並稱為南北雙雄，直到2016年起轉為與臺北市立大學合作組成全外聘球隊。2022年因母企業大同公司宣布不再支持球隊運作而改為現名。現時於台灣企業甲級足球聯賽出賽。
1979年，中華民國足球協會開始實施社會甲、乙組球隊比賽制度。大同足球隊從乙組打起，並連續獲得1982年至1984年連續3屆全國中正盃社會男子乙組冠軍，至1986年晉升甲組，同時亦獲當年社會男子甲組亞軍。1990年再次獲得全國中正盃及足協盃雙料甲組冠軍。2005年首度贏得隊史第一座全國男子甲足球聯賽冠軍。2017年、2018年、2019年三連霸台灣企業甲級足球聯賽。
2019年5月23日，設立登記社團法人臺北市大同足球協會，首任理事長林蔚山。2019年12月5日，理事長林蔚山辭任理事長職務，理事長職務由原理事蔡朝翔繼任。
2021年，因大同公司不再支持球隊，透過球界及政治人物奔走，轉型成臺灣石虎足球隊。
2025年，大同公司宣布捐贈3千萬，球隊冠名為大同足球隊。

## 隊史

### 大同男足
大同足球隊起初是由大同公司一些足球同好，在上班之餘組成球隊，並且參加比賽。當中華民國足球協會從1979年實施社會甲、乙組球隊比賽制度，大同足球隊從乙組打起，連續獲得1982年至1984年連續3屆全國中正盃社會男子乙組冠軍，至1986年晉升甲組，同時亦獲當年社會男子甲組亞軍。進入1990年代，大同先於1990年再次獲得全國中正盃及足協盃雙料甲組冠軍，並開始招收輔仁大學、中國文化大學等北部大學體育系學生，這些學生畢業、退伍後成了大同公司雇員，足球隊進而在1993年贏得第十屆全國甲組聯賽亞軍。
此後，1994年到2004年全國男子甲組足球聯賽冠軍由台電十連霸，直到2005年大同隊才贏得聯賽冠軍，打破台電隊的壟斷，也是大同隊成軍以來的首個聯賽冠軍。一度成為台灣足壇勁旅，也與位居高雄的台電隊並稱「南北雙雄」。
2016年，大同隊改變以往由員工組隊參賽的模式，轉為與臺北市立大學合作組成球隊，不若以往於球員退休後保障其工作。
2017年，大同隊憑藉著馬可·費內路斯全年進38球的優異表現贏得首屆台灣企業甲級足球聯賽。
2019年，三度贏得台甲聯賽冠軍，並通過了2020亞足聯俱樂部執照認證，可於下年參加亞足聯盃。

### 台灣石虎
2021年球季結束後，母企業大同公司宣布不再支持球隊運作，所幸大同隊遵守亞足聯俱樂部認證規定，已具備獨立法人身分。在台北市體育總會足球協會理事長林亮君為延續球隊努力奔走下，募得充足資金使球隊得以趕上開季登錄，並於2022年1月14日完成理監事補選及召開臨時會員大會完成更名，改以「臺灣石虎足球隊」為隊名繼續出征企業甲級聯賽，由台北市議員苗博雅出任理事長，持續尋找更多贊助企業，也盼號召更多力量延續這支「國寶級」的足球隊。

### 大同重新冠名
2025年，大同公司宣布捐贈3千萬，球隊重新冠名為大同足球隊

## 著名球員
大同足球隊培養出了許多國家代表隊的選手，例如蔡憲棠、張永憲、林貴彬、王志聖與後繼的張涵、羅志安、羅志恩、吳百和、陳柏豪、潘文傑等等，再加上人稱「土耳其火槍手」的朱恩樂，大同足球隊可說是陣容堅強。
大同足球隊為表示對元老球員的尊敬，至今仍保留他們球衣背號，僅在球衣號碼底部加一條橫線，代表100號開始，以方便裁判的執法。

## 球隊榮譽
|          | 賽事                       | 獲獎年份                          |
| -------- | -------------------------- | --------------------------------- |
| 國內聯賽 | 企業足球聯賽冠軍           | 2005年，2006年                    |
| 國內聯賽 | 城市足球聯賽冠軍           | 2007年，2013年                    |
| 國內聯賽 | 城市足球聯賽亞軍           | 2015-2016年                       |
| 國內聯賽 | 臺灣企業甲級足球聯賽冠軍   | 2017年，2018年，2019年            |
| 國內盃賽 | 全國萬壽盃男組冠軍         | 1974年                            |
| 國內盃賽 | 全國中正盃社會男子乙組冠軍 | 1982年，1983年，1984年            |
| 國內盃賽 | 全國中正盃社會男子甲組冠軍 | 1986年，1990年                    |
| 國內盃賽 | 足協盃冠軍                 | 1990年，1996年，2005年            |
| 亞洲賽事 | 亞足聯主席盃               | 2006年 半決賽 2007年 分組賽第四名 |

## 亞洲比賽表現
| 賽季 | 賽事         | 輪次   |                        | 對手                   | 比分  |
| ---- | ------------ | ------ | ---------------------- | ---------------------- | ----- |
| 2006 | 亞足聯主席盃 | 小組賽 | 巴基斯坦               | 巴基斯坦軍隊足球俱樂部 | 4 - 1 |
| 2006 | 亞足聯主席盃 | 小組賽 | 柬埔寨                 | 金邊卡瑪拉足球俱樂部   | 1 - 5 |
| 2006 | 亞足聯主席盃 | 小組賽 | 不丹                   | 運輸聯足球俱樂部       | 5 - 0 |
| 2006 | 亞足聯主席盃 | 準決賽 | 塔吉克斯坦             | 庫爾干秋別瓦克仕足球會 | 1 - 3 |
| 2007 | 亞足聯主席盃 | 小組賽 | 尼泊尔                 | 馬亨德拉警察足球俱樂部 | 0 - 0 |
| 2007 | 亞足聯主席盃 | 小組賽 | 柬埔寨                 | 金邊卡瑪拉足球俱樂部   | 0 - 1 |
| 2007 | 亞足聯主席盃 | 小組賽 | 吉尔吉斯斯坦           | 比什凱克多多伊足球會   | 0 - 5 |
| 2014 | 亞足聯主席盃 | 小組賽 | 土库曼斯坦             | 阿什哈巴德HTTU         | 0 - 2 |
| 2014 | 亞足聯主席盃 | 小組賽 | 菲律宾                 | 塞列斯足球俱樂部       | 0 - 2 |
| 2014 | 亞足聯主席盃 | 小組賽 | 朝鲜民主主义人民共和国 | 鯉明水體育團           | 0 - 5 |
| 2017 | 亞洲足聯盃   | 資格賽 | 不丹                   | 特頓斯足球會           | 0 - 0 |
| 2017 | 亞洲足聯盃   | 資格賽 | 孟加拉国               | 謝赫羅素               | 1 - 1 |
| 2020 | 亞洲足協盃   | 小組賽 | 香港                   | 傑志                   |       |
| 2020 | 亞洲足協盃   | 小組賽 | 香港                   | 傑志                   |       |
| 2020 | 亞洲足協盃   | 小組賽 | 澳門                   | 鄒北記                 |       |
| 2020 | 亞洲足協盃   | 小組賽 | 澳門                   | 鄒北記                 |       |
| 2020 | 亞洲足協盃   | 小組賽 | 東亞區附加賽勝方       |                        |       |
| 2020 | 亞洲足協盃   | 小組賽 |                        |                        |       |

## 台灣企業甲級足球聯賽球員名單[14]
更新日期 ：2022年5月18日 

### 現役隊員名單
註釋：國旗表示球員在國際足聯資格規則定義的國家隊。球員可能擁有一個以上非國際足聯國籍。
| 號碼 |            | 位置 | 球員                               |
| ---- | ---------- | ---- | ---------------------------------- |
| 1    | 臺灣地區   | 门将 | 施信安 (Shih Hsin-An)              |
| 3    | 臺灣地區   | 后卫 | 林志軒 (Lin Chih-Hsuan)            |
| 5    | 臺灣地區   | 后卫 | 黃偉民 (Huang Wei-Ming)            |
| 6    | 臺灣地區   | 后卫 | 楊祐誠 (Yang Yu-Cheng)             |
| 7    | 臺灣地區   | 前锋 | 徐梵少 (Harada Hirokimi)           |
| 8    | 臺灣地區   | 中场 | 洪賜丞 (Hung Shih-Cheng)           |
| 10   | 日本       | 中场 | 山崎直之 (Yamazaki Naoyuki)        |
| 11   | 洪都拉斯   | 中场 | 安愛瑞 (Elías Rene Argueta Tejada) |
| 15   | 日本       | 中场 | 深澤佑之典 (Fukasawa Yunosuke)     |
| 16   | 臺灣地區   | 后卫 | 魏沛倫 (Wei Pei-Lun)               |
| 17   | 臺灣地區   | 后卫 | 李品賢 (Lin Pin-Hsien)             |
| 18   | 布吉納法索 | 中场 | 韋嗣 (Ouédraogo Ben Amed)          |

| 號碼 |          | 位置 | 球員                                   |
| ---- | -------- | ---- | -------------------------------------- |
| 21   | 臺灣地區 | 中场 | 姚念平 (Yao Nien-Ping)                 |
| 23   | 臺灣地區 | 中场 | 黃俊聞 (Huang Jyun-Wun)                |
| 25   | 危地马拉 | 前锋 | 羅獅誠 (Rabre Martinez Gerardo Andreé) |
| 27   | 臺灣地區 | 后卫 | 黃楚軒 (Huang Chu-Hsuan)               |
| 29   | 臺灣地區 | 前锋 | 陳柏豪 (Chen Po-Hao)                   |
| 31   | 美国     | 门将 | 戴明陸 (Deming Luke Adam)              |
| 32   | 臺灣地區 | 中场 | 譚珷齡 (Tan Wu-Ling)                   |
| 33   | 臺灣地區 | 中场 | 藍浩宇 (Lan Hao-Yu)                    |
| 35   | 臺灣地區 | 后卫 | 陳彥睿（Chen Yen-Jui）                 |
| 39   | 臺灣地區 | 门将 | 洪偉翔 (Hung Wei-Hsiang)               |
| 51   | 臺灣地區 | 中场 | 陳韋辰 (Chen wei-chen )                |

## 隊職員名單
- 總領隊：苗博雅
- 副領隊：苗廣雅
- 領隊：葉育昕
- 總教練：強木在
- 助理教練：廖洪趾
- 隊經理：張杏子
- 協調員：黃柏翰
- 物理治療師：許之丞
- 隨隊媒體：陳奎全
- 隊醫：葉文凌

## 歷任教練
- 陳敬輝（1963年 - 1964年）
- 李天參（1964年 - 1988年）
- 強木在（1988年 - 現在）

## 外部連結
- 臺灣石虎足球隊的Facebook專頁
- 臺灣石虎足球隊的Instagram帳戶
- 亞足聯主席盃 （页面存档备份，存于）